# Bassarabe III da Valáquia
Bassarabe III Laiotă, O Velho (em romeno:  Basarab III Laiotă cel Bătrân) (Antes de 1 de Junho de 1431 - 22 de Dezembro de 1480) foi Príncipe da Valáquia em cinco períodos: 24 de Novembro - 23 de Dezembro de 1473; 10 de Agosto - 4 de Setembro de 1474; 5 - 20 de Outubro de 1474; 1 de Junho de 1475 - 8 de Novembro de 1476; e Dezembro de 1476 - Novembro de 1477. Bassarabe governou num período conturbado a nível político, pois competia com Radu III o Belo e o seu irmão Vlad III, o Empalador, ambos filhos de Vlad II Dracul. Daí a reduzida duração dos seus numerosos governos.

## Família
Bassarabe Laiotă pertencia à linhagem Dăneşti da Casa de Bassarabe. Era filho de Dan II da Valáquia, irmão de Bassarabe II e Ladislau II e, portanto, tio do seu sucessor, Bassarabe IV, que era filho de Bassarabe II.

## Ascensão ao trono e governo
Laiotă (o seu nome de nascimento) aparece pela primeira vez aquando da sua pretensão ao trono, a partir de 1472, apoiada por Estêvão III da Moldávia, de modo a expulsar Radu o Belo, da linhagem Drăculeşti da Casa de Bassarabe. A campanha militar com o objetivo de depor Radu começa a da 8 de Novembro de 1473. O exército reunia os homens de Estêvão da Moldávia, e os mercenários contratados por Laiotă. Radu vem ao encontro dos invasores, e dá-se uma batalha entre 18 e 20 de Novembro, perto de Gherghe, em Kerala. Radu é derrotado e foge de Bucareste, onde a 21 de Novembro começa um curto mas violento cerco. Sem qualquer apoio externo, Radu , o Belo é forçado a fugir para a cidade de Giurgiu (capital turca na Valáquia) na noite de 23 de Novembro. Consegue reunir, com apoio turco, um exército de 13 000 homens, contra um de 6 000, que compunha o exército valaquiano de Laiotă e o seu aliado Estêvão da Moldávia. 
Neste ambiente conturbado, começa o governo de Laiotă, que sobe ao trono do seu pai com o nome de Bassarabe. Não consegue manter porém, a estabilidade desejada: o exército turco de Radu enfrenta o dele, que, sem a ajuda de Estêvão da Moldávia, foi derrotado. Radu retorna ao trono.   
Obviamente, o retorno de Radu não foi uma boa notícia para Estêvão, que logo retomou os seus esforços para recolocar Bassarabe no trono. Assim, em Março de 1474, organiza uma nova expedição, que não é bem sucedida; tenta uma outra vez em Agosto do mesmo ano. Esta expedição trouxe bons resultados: Bassarabe foi novamente entronizado a 10 de Agosto. Porém, um mês depois, a 4 de Setembro é novamante deposto por Radu. Bassarabe pede auxílio ao Principado da Transilvânia, enquanto esperava pelo de Estêvão da Moldávia, que lhe prometera novamente ajuda. O Príncipe Estêvão Báthory deu-lhe, de facto, apoio militar, mas não para ele, visto que o seu exército começou a apoiar Bassarabe, filho do seu malogrado irmão Bassarabe II. Enquanto isso, o exército valaquiano, sob ordens de Radu, sitiou a fortaleza de Teleajen, de Estêvão da Moldávia, o que exigiu a presença do mesmo. Em poucos dias, a guarnição é dizimada e a cidade queimada.
A nova batalha entre Radu e Bassarabe dá-se a 5 de Outubro de 1474, e marca uma brilhante vitória deste último, que sobe uma vez mais ao trono. Porém, 15 dias depois, a 20 de Outubro, é novamente deposto, desta vez não por Radu, mas pelo exército transilvaniano, que apoiava o seu sobrinho. Este sobe ao poder como Bassarabe IV. 
Porém, Bassarabe IV também não se mantém muito tempo no poder. A 10 de Janeiro de 1475, um forte exército turco liderado por Radu depõe Bassarabe IV e coloca-o novamente no poder. Vendo que esta batalha poderia vir a ser o impulso para uma importante rota de invasão otomana à Moldávia, Bassarabe Laiotă põe Estêvão da Moldávia de sobreaviso. Laiotă, à cabeça de um corpo militar, impede um exército turco de 8 000 homens de invadir a Moldávia, esmagando-os numa batalha.
Mas esta luta é a última que terá com os turcos, pois, depois da sua nova entronização a 1 de Junho de 1475, Bassarabe III procurou fazer tréguas com os turcos, como o próprio Sultão reconhece numa carta dirigida a Bassarabe.  
Bassarabe manteve o trono estável durante o resto do ano, durante o qual faleceu Radu III o Belo. Porém, no início de 1476, a situação é complicada para Estêvão da Moldávia, pois o povo romeno, insatisfeito com a aliança otomana, pede ao rei da Hungria para recolocar no trono Vlad III, o Empalador, irmão do malogrado Radu. Porém, a substituição foi adiada, pois o rei, Matias Corvino, havia feito tréguas com Bassarabe e também um tratado de paz com a Polónia. 
Porém, Matias não se esquecera do pedido do povo romeno, libertando Vlad III. Segundo uma carta datada de 10 de Janeiro de 1476, Vlad entra em Braşov, sob ordens de Matias, para depor Bassarabe, mas não descurando as boas relações deste com aquele. 
Vlad manteve uma guarnição de soldados no sul da Transilvânia, o que desagradou a Bassarabe, que considerou os apoiantes de Vlad seus inimigos. Os líderes de Braşov, apoiados pelo príncipe da Moldávia e pelo rei húngaro, recusaram-se a responder às solicitações de Bassarabe, que renovava os seus pedidos de ajuda várias vezes. Bassarabe fez, assim, uma aliança com o sultão Maomé II, o Conquistador, do Império Otomano, que ocorre a meio da grande ofensiva que procurava a anexação da Moldávia, no verão daquele ano , que resultaria na grande Batalha de Valea Albă, a 26 de Julho.
A derrota dos turcos, no verão de 1476, anunciou, naturalmente, o final do reinado de Bassarabe. No final desse mês, Vlad III , Bassarabe o Jovem (sobrinho de Bassarabe), e o príncipe Estêvão Báthory da Transilvânia reuniram-se para planear a invasão da Valáquia. A 27 de Julho, um exército de cerca de 25 000 homens marcharam para Târgovişte. No entanto, a ofensiva húngara e moldava começou apenas no início de Novembro. Bassarabe derrotou os húngaros. Com o que restou do seu exército, Bassarabe retirou-se para Bucareste. A 8 de Novembro, Vlad III cerca Bucareste e a cidade cai a 16 de Novembro.
Bassarabe consegue escapar e encontrar refúgio do outro lado do Danúbio, e lá ficou, na expectativa de haver outros momentos favoráveis para retomar o trono. E não teve de esperar muito. Logo em Dezembro desse ano, Bassarabe Laiotă liderou novas tropas para Bucareste e assassinou Vlad III. 
Bassarabe retorna ao trono mas, como tal como os outros períodos de reinado, este também não durou muito. Em Novembro de 1477 é deposto pelo sobrinho Bassarabe o Jovem e refugia-se na Transilvânia, onde falece a 22 de Dezembro de 1480. 